# سيميس
السيميس (اللاتينية: semis) هي عملة رومانية قديمة مصنوعة من البرونز، تعادل نصف أس أو 6 أونصات. وكان يرمز لها بالحرف اللاتيني S. يظهر على بعض نسخها نقش لوجه الإله ساتورن.
في البداية كانت تُصب كالعملات البرونزية الأخرى في العصر الجمهوري، ولكن تم سحبها من التداول قبل الحرب البونيقية الثانية (218–204 ق.م).
في زمن الإمبراطورية الرومانية، أُعيد إصدار السيميس كعملة ذهبية تعادل نصف أوريئوس. في عهد أغسطس، بلغ وزن السيميس الذهبي 4.59 غراما. انخفض هذا الوزن في عهد الأنطونية إلى 3.27 غراماً، ثم عاد للارتفاع إلى 3.7 غراماً في عهد الأنطونيين. توقف سك السيميس مع بداية حكم هادريان (117–138 م).
في الإمبراطورية البيزنطية، أصبح السيميس أو "السيميسيس" عملة ذهبية تعادل نصف صوليد.

## السميس الذهبي
السميس أو السميسيس أو كما يعرف باليونانية سيميسيون، هو عملة ذهبية تمثل نصف قيمة صوليدوس (أو النوميسما البيزنطية)، وأعيد تداوله بين القرنين الخامس والتاسع الميلاديين.
أما الادعاء بأن الإمبراطور سيفيروس ألكسندر قد أنشأ السميس ليحل محل الكويناريوس أو نصف أوريوس، فهو يعود إلى قراءة غير نقدية لكتاب هستوريا أوغوستا.
يعتبر المؤرخون المعاصرون هذا الادعاء خطأ تاريخيًا، ويمثل مثالًا على إسقاط مفاهيم لاحقة على فترات سابقة دون تحقق علمي.

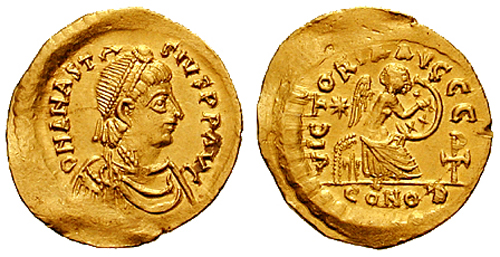
سميس من عهد الإمبراطور أناستاسيوس الأول